# Cité Mame
La cité Mame est une cité ouvrière dans la commune française de Tours.
Sa construction est commanditée, entre 1868 et 1875 par Alfred Mame, propriétaire et directeur des éditions Mame pour y loger 62 familles de ses employés. Cette construction, comme de nombreux autres œuvres sociales d'Alfred Mame, s'inscrit dans le courant paternaliste de l'époque.
Jusqu'en 1963, elle reste propriété de la famille Mame et garde la même fonction de logement social destiné en priorité aux salariés de l'entreprise. Les logements sont vendus individuellement après cette date.
Située dans le secteur sauvegardé de Tours, la cité figure à l'inventaire général du patrimoine culturel.

## Localisation

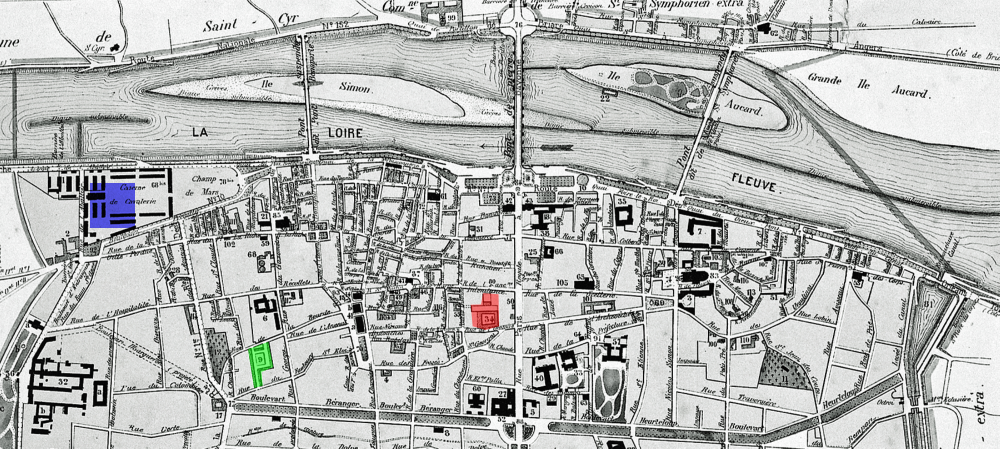
La cité et l'imprimerie dans Tours en 1880.
Cité.
Imprimerie.

La cité Mame se développe entre la rue de la Bourde au nord et la rue Jules-Charpentier au sud sur une superficie de 6 695 m2, à proximité du prieuré Saint-Éloi ; il s'agit là de l'extrémité sud-ouest des quartiers du Vieux-Tours. 
La cité se situe à moins d'un kilomètre — environ un quart d'heure de marche à pied — à l'ouest de l'imprimerie, qui occupe alors un vaste quadrilatère au nord de la rue de l'Oratoire (future rue Néricault-Destouches). Celle-ci est percée en 1861 à la demande d'Alfred Mame pour faciliter la desserte de son entreprise.
Ce quartier, bien qu'inclus dans le périmètre de l'enceinte construite aux XVIIe et XVIIIe siècles, n'est fortement urbanisé qu'à partir de la seconde moitié du XIXe siècle. 
Jusqu'en 1892, la rue Jules-Charpentier porte le nom de rue du Faubourg Saint-Éloi puis rue Saint-Éloi. 
Les maisons ou les fabriques déjà existantes dans ce secteur sont riveraines des rues, les parcelles enclavées n'étant pas bâties mais souvent dévolues au maraîchage.

## Historique
Alfred Mame s'intéresse au sort de ses ouvriers en dehors de l’entreprise, dans le prolongement du courant hygiéniste et paternaliste en vogue au milieu du XIXe siècle. C'est notamment après l'exposition universelle de 1867 où il rencontre Frédéric Le Play qu'il s'engage dans cette voie. 
Pour loger ses employés, il fait construire, à partir de 1868, la cité qui portera son nom. Il en acquiert progressivement les terrains dès l'automne 1867, en limite de zone urbanisée. La ville de Tours, dont son ami Eugène Goüin est alors maire, réalise la viabilisation des terrains (voirie, éclairage public au gaz, adduction d'eau potable et assainissement) dont elle prend en charge la moitiés du coût, Mame finançant l'autre partie. Les constructions, au fil de l'acquisition du foncier, s'échelonnent jusqu'en 1874.

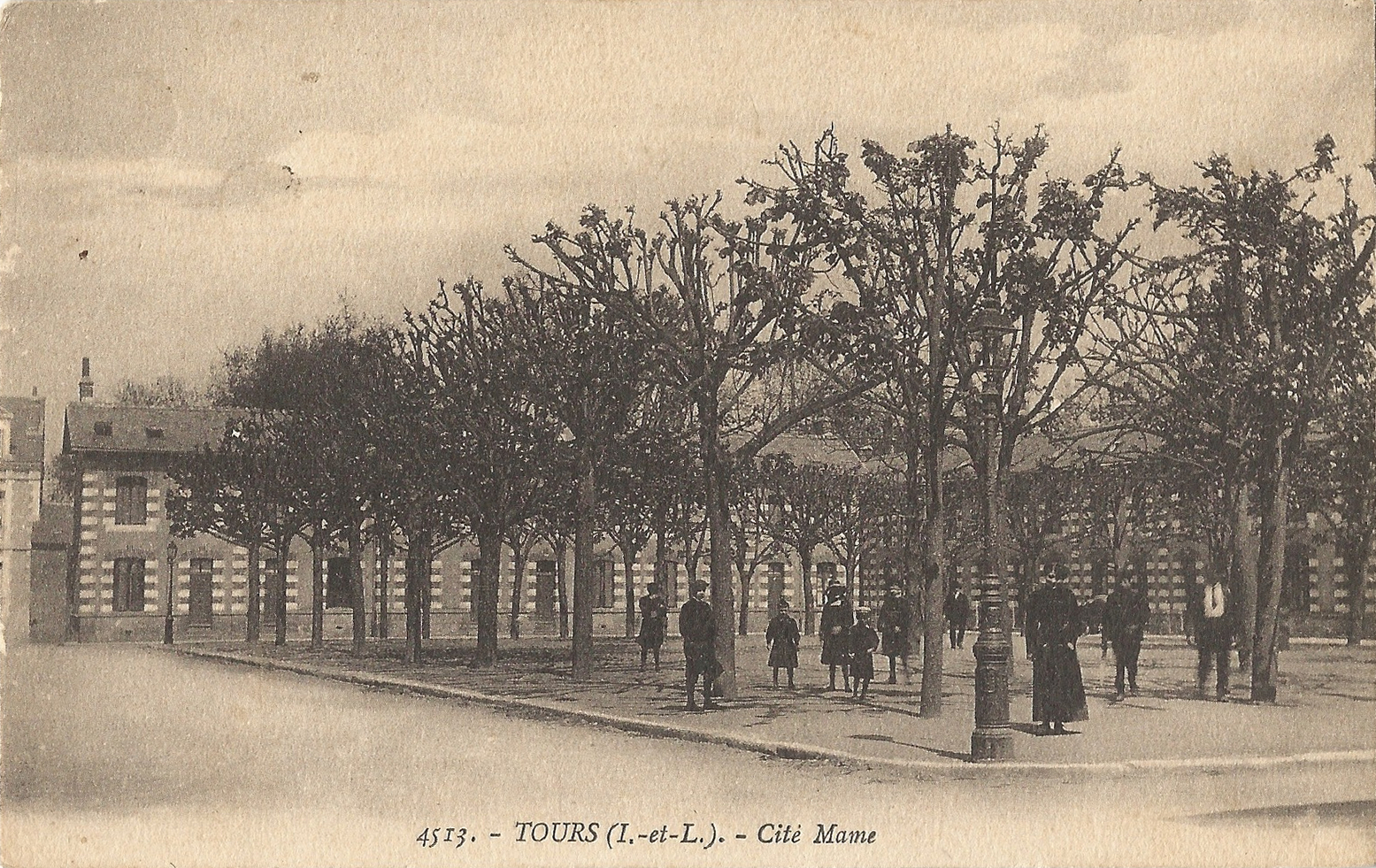
La place de la cité sur une carte postale ancienne.

Sur des plans de l'architecte tourangeau Henri Racine — également concepteur du cirque-théâtre d'Angers —, des petites maisons mitoyennes décorées en pierre et brique à un étage avec un « jardin de poche » à l’arrière, presque toutes semblables, entourent une place rectangulaire plantée d’arbres (à l’origine un jardin avec un bassin central) et bordent la voie d'accès méridionale à cette place. 
Cette création est largement inspirée d’autres cités ouvrières construites en France comme celle de la chocolaterie Menier à Noisiel, le familistère de Guise ou les cités du Creusot de la famille Schneider. Mame en est propriétaire, et pour un loyer de l'ordre du tiers de celui pratiqué sur le marché local, il y loge 62 familles de ses employés, une famille par maison ; le loyer est directement prélevé sur le salaire puis il est reversé du compte de l'entreprise à celui d'Alfred Mame. 
La cité Mame reste ainsi la propriété personnelle d'Alfred Mame jusqu'à sa mort en 1893, puis celle de sa famille jusqu'en 1963, date à laquelle les pavillons sont progressivement vendus, en priorité aux locataires désirant rester sur place. Dès le début du XXe siècle toutefois, certains logements sont occupés par des personnes extérieures à l'entreprise Mame. 
Des travaux de rénovation de la cité, qui figure dans le périmètre révisé du secteur sauvegardé de Tours, sont entrepris par la ville de Tours en 2012.

## Description
Les constructions s'effectuent en deux étapes : sont d'abord édifiées les maisons situées à l'ouest de la rue et sur la place (52 logements), puis celles situées à l'est de la rue (10 logements). La numérotation des maisons suit l'ordre de leur construction, rompant avec l'usage qui voit la répartition des numéros pairs et impairs de part et d'autre de la voie de desserte.

Plan-type d'une maison de la cité.

Les maisons sont construites de manière à respecter les principes d'« aération, salubrité et hygiène ». Elles comportent généralement, au rez-de-chaussée, un vestibule, une pièce à vivre et une cuisine en avancée sur la cour ; l'étage, surmonté de combles, est divisé en deux chambres, soit un total de 71 m2 de surface. 
Le chauffage est assuré par une cheminée au rez-de-chaussée, une autre à l'étage. Les maisons disposent également, en sous-sol, d'une cave et d'un réduit pour le stockage du bois ou du charbon. Une petite cour pavée avec un minuscule jardinet et un cabinet d'aisances s'ouvre à l'arrière. Ces maisons-types sont accolées deux par deux, les conduits d'évacuation des cheminées étant mitoyens d'un côté, les escaliers de l'autre.

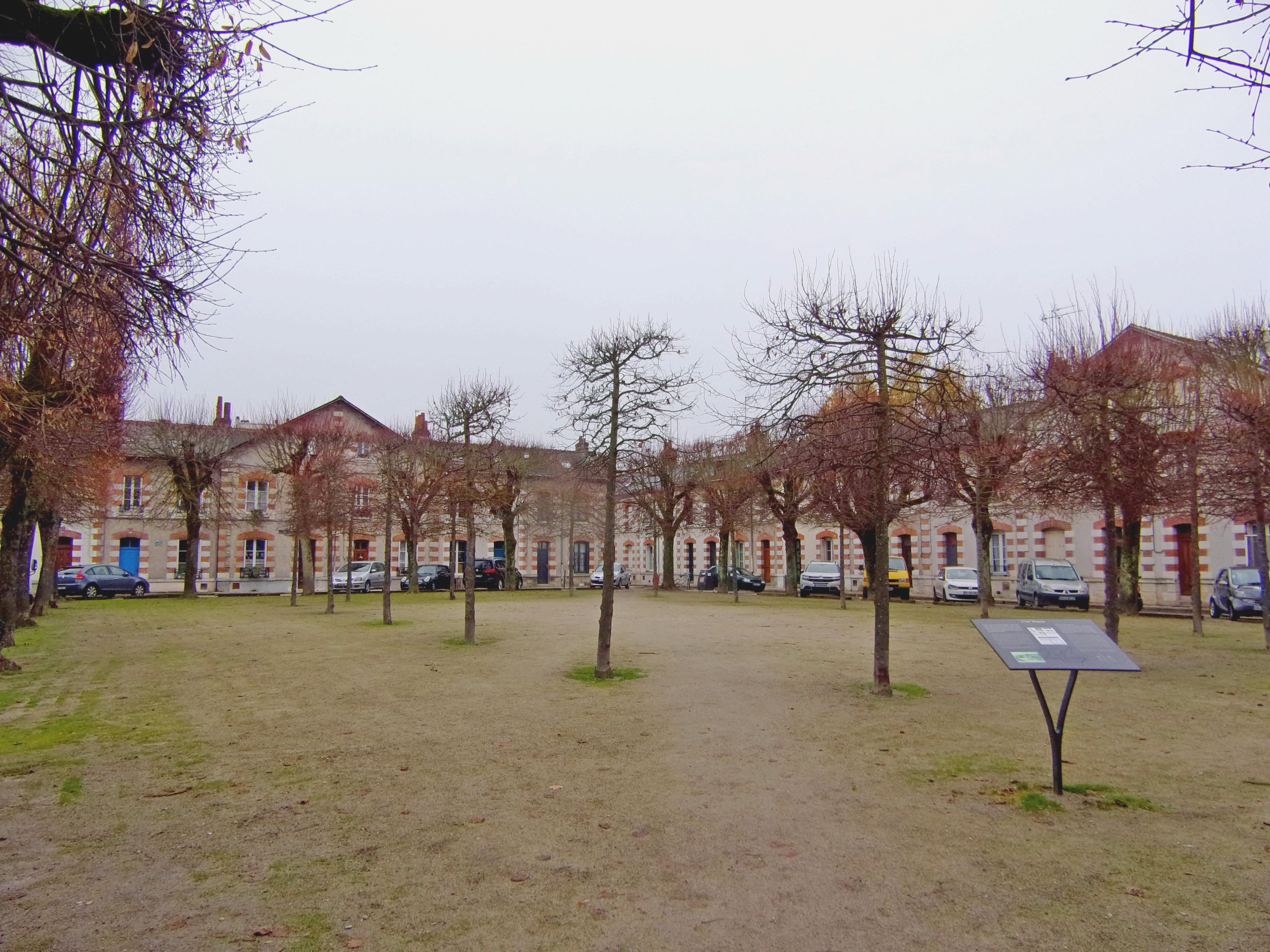
La cité vue depuis la place.

Certains de ces logements, disposés dans les angles de la cité ou au milieu des alignements des façades sur la place, sont plus grands et comportent des pièces supplémentaires. D'autres n'ont pas de jardin. Chaque maison est équipée de l'eau courante et les eaux usées sont collectées. 
Chaque unité, logement et cour, est enclose et la cité elle-même est entourée d'un mur d'enceinte ce qui tend à renforcer le sentiments corporatiste de ses habitants.
Les façades, alignées, sont crépies. Les encadrements des portes et fenêtres, dont les linteaux sont cintrés, présentent une alternance de brique et de pierre de taille. Le même dispositif se retrouve au niveau des chaînages d'angles.
Un rapport préparatoire pour l'Exposition universelle de 1889 à Paris vante le confort et la commodité des logements prévus pour une famille de dix personnes. Cette description apparaît idéaliste, les logements ne pouvant accueillir convenablement que cinq personnes.

## La cité et les œuvres sociales d'Alfred Mame

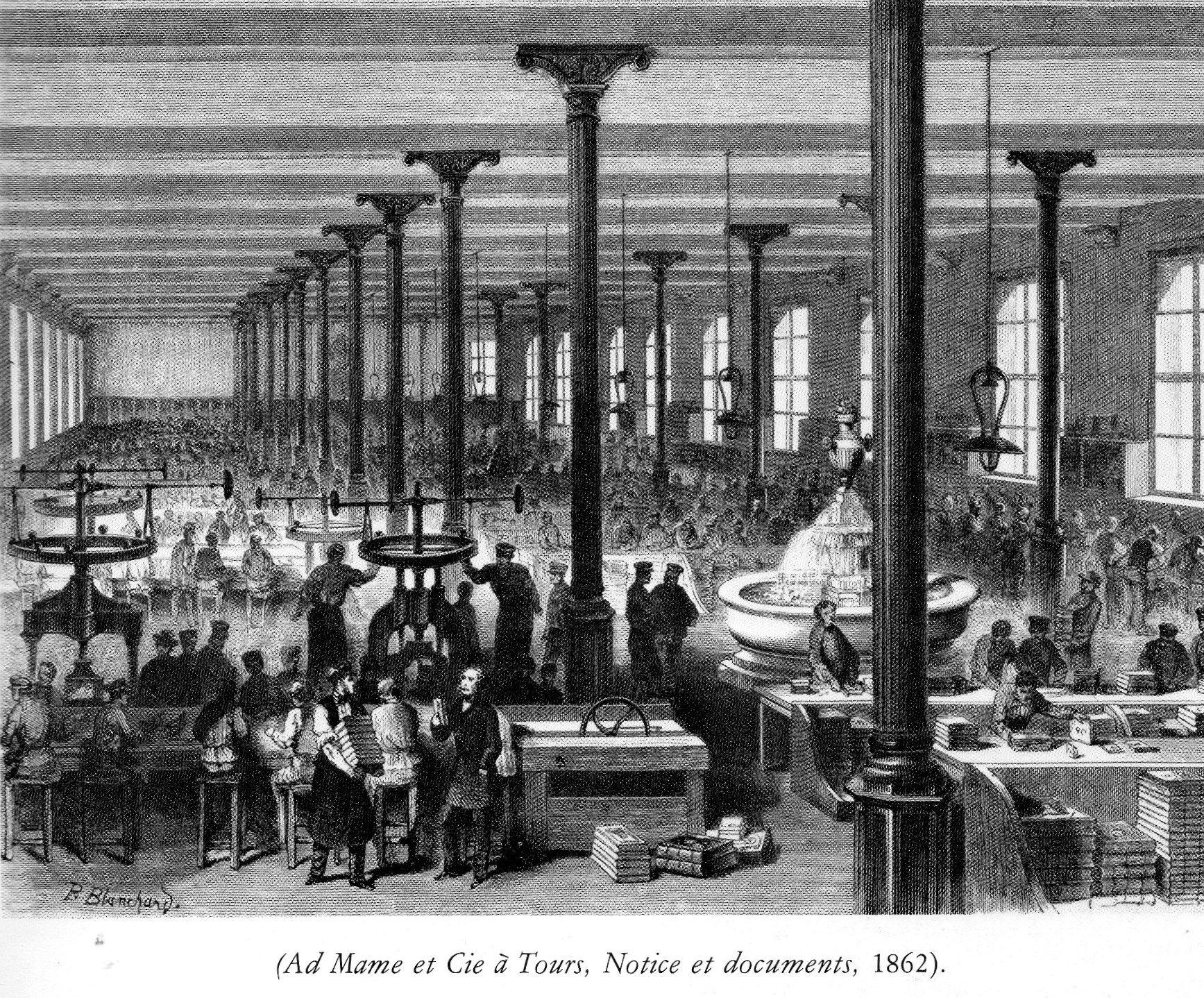
Atelier de l'imprimerie (1862).

La cité Mame n'est qu'un des aspects des œuvres sociales d'Alfred Mame. 
Ce dernier cherche en effet à fidéliser les ouvriers sur son entreprise — ils sont plus de 1 500 au milieu du XIXe siècle, en comptant ceux d'une papeterie de La Haye-Descartes qui appartient aussi à Mame et qui fournit l'imprimerie tourangelle —, ce qui à terme est plus rentable et productif que de devoir former régulièrement de nouvelles personnes ; c'est aussi un facteur de paix sociale,. 
Bien qu'il cède officiellement la direction de l'imprimerie à son fils Paul en 1869, il reste très engagé dans les actions philanthropiques à destination du personnel.
Dans cet objectif, de nombreux autres services sont proposés aux salariés de Mame et s'adressent à l'ensemble de la cellule familiale — il est fréquent que plusieurs personnes d'une même famille, dont des enfants, travaillent chez Mame — : une crèche, une école, un asile, un ouvroir. Mame propose un apprentissage aux enfants de ses ouvriers.
Les conditions matérielles sont aussi améliorées par l’ouverture d'une boulangerie coopérative et d'une société alimentaire ; une caisse de secours mutuel, une caisse de retraite et une participation des employés aux résultats de l'entreprise complètent ce dispositif.